# Helga Ziegert
Helga Ziegert (* 21. November 1945 in Göttingen) ist eine bremische Politikerin (SPD); sie war Regionsvorsitzende des Deutschen Gewerkschaftsbundes (DGB) und Abgeordnete der Bremischen Bürgerschaft.

## Biografie

### Ausbildung und Beruf
Ziegert studierte nach ihrem Abitur in Berlin Rechtswissenschaften sowie Germanistik und Geschichte an der Universität Freiburg und der Freien Universität Berlin. In Berlin legte sie das Erste Staatsexamen ab. Es folgte das Referendariat und später der Schuldienst in Bremen am Schulzentrum Huchting und an der Gesamtschule West in Bremen - Osterholz. 

### Politik

#### Gewerkschaften
In den Jahren von 1981 bis 1987 war Ziegert Landesvorsitzende der GEW (Gewerkschaft Erziehung und Wissenschaft). Von 1990 bis 1992 wirkte sie in Rostock zur Unterstützung beim Aufbau des dortigen Lehrerpersonalrats.
Im Jahr 1993 wurde sie Vorsitzende des DGB-Kreises Bremen. Von 2001 bis 2009 war sie Vorsitzende der DGB-Region Bremen-Bremerhaven.

#### Abgeordnete
Von 1999 bis 2011 war sie Mitglied der Bremischen Bürgerschaft. Sie war arbeitsmarktpolitische Sprecherin der Bremer SPD. Sie war in den Ausschüssen für Krankenhäuser, für Informations- und Kommunikationstechnologie und Medienangelegenheiten und für die Gleichstellung der Frau sowie in der Deputation für Arbeit und Gesundheit vertreten.

### Weitere Mitgliedschaften
Ziegert ist Mitglied der Verwaltungsausschüsse des Landesarbeitsamtes Hannover, des Arbeitsamtes Bremen, der AOK Bremen/Bremerhaven und des Medizinischen Dienstes Bremen/Bremerhaven. Sie gehört dem Vorstand der Arbeitnehmerkammer Bremen und dem Vorstand von Arbeit und Leben Bremen an. Ferner ist sie stellvertretendes Mitglied des Rundfunkrates von Radio Bremen und Mitglied im Aufsichtsrat der Bremer Arbeit GmbH.